# Cymbalophora oertzeni
Cymbalophora oertzeni là một loài bướm đêm thuộc phân họ Arctiinae, họ Erebidae. Nó được tìm thấy ở Israel và Palestine.

♂
♂ △